# Chahal
San Fernando Chahal és un municipi de Guatemala en el departament d'Alta Verapaz, al nord del país.
El nom Chahal és d'origen maia. El 2002 tenia uns 17.000 habitants en 340 km², el que significa una densitat de 50 hab/km². Hi ha dos balnearis, el de las Conchas i el de Oxlajuj. La ciutat està agermanada amb Valls, Alt Camp.